# Torvsäckmossa
Torvsäckmossa (Calypogeia neesiana) är en bladmossart som först beskrevs av C.Massal. et Carestia, och fick sitt nu gällande namn av Karl Müller. Torvsäckmossa ingår i släktet säckmossor, och familjen Calypogeiaceae. Arten är reproducerande i Sverige. Inga underarter finns listade i Catalogue of Life.

## Bildgalleri

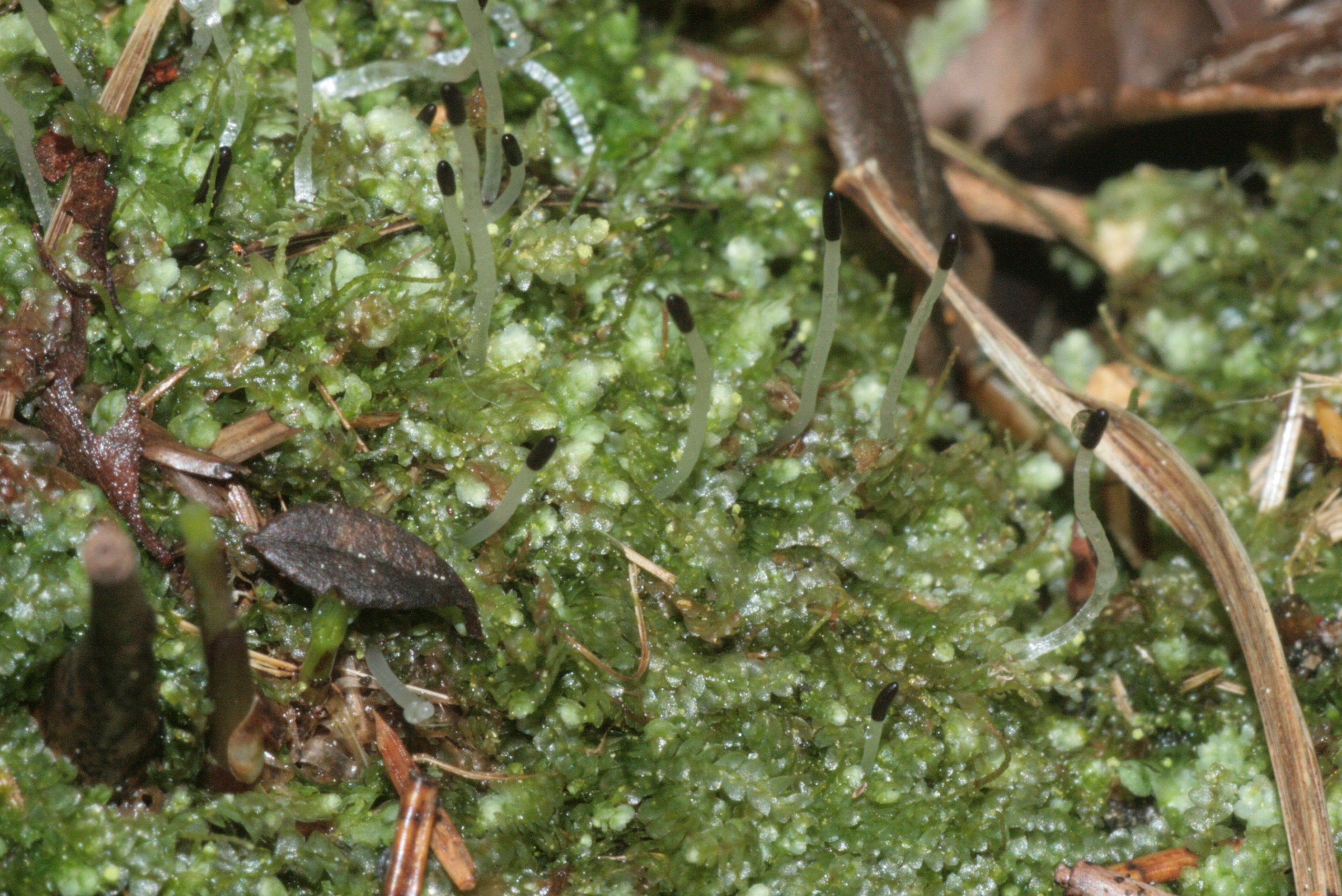
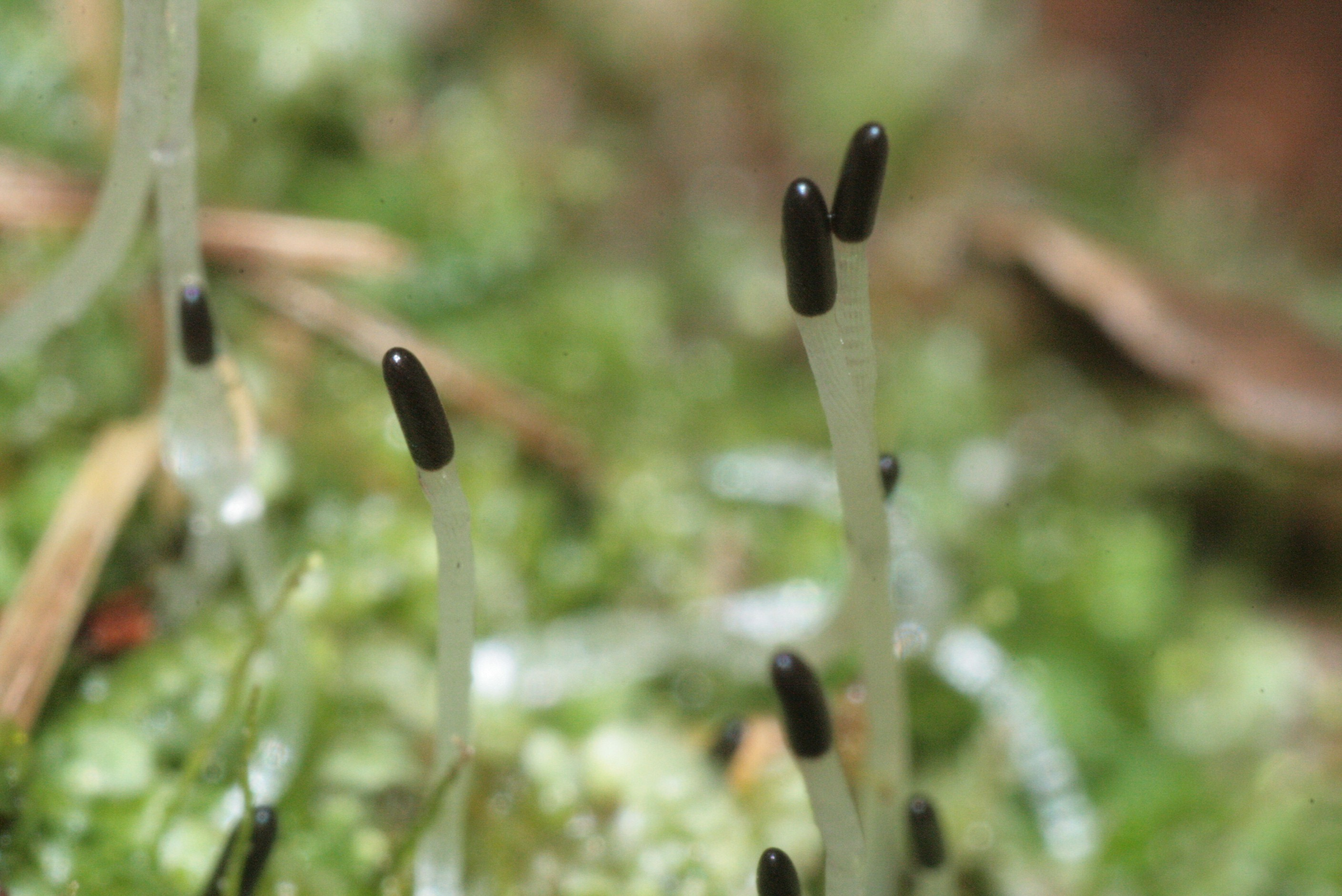
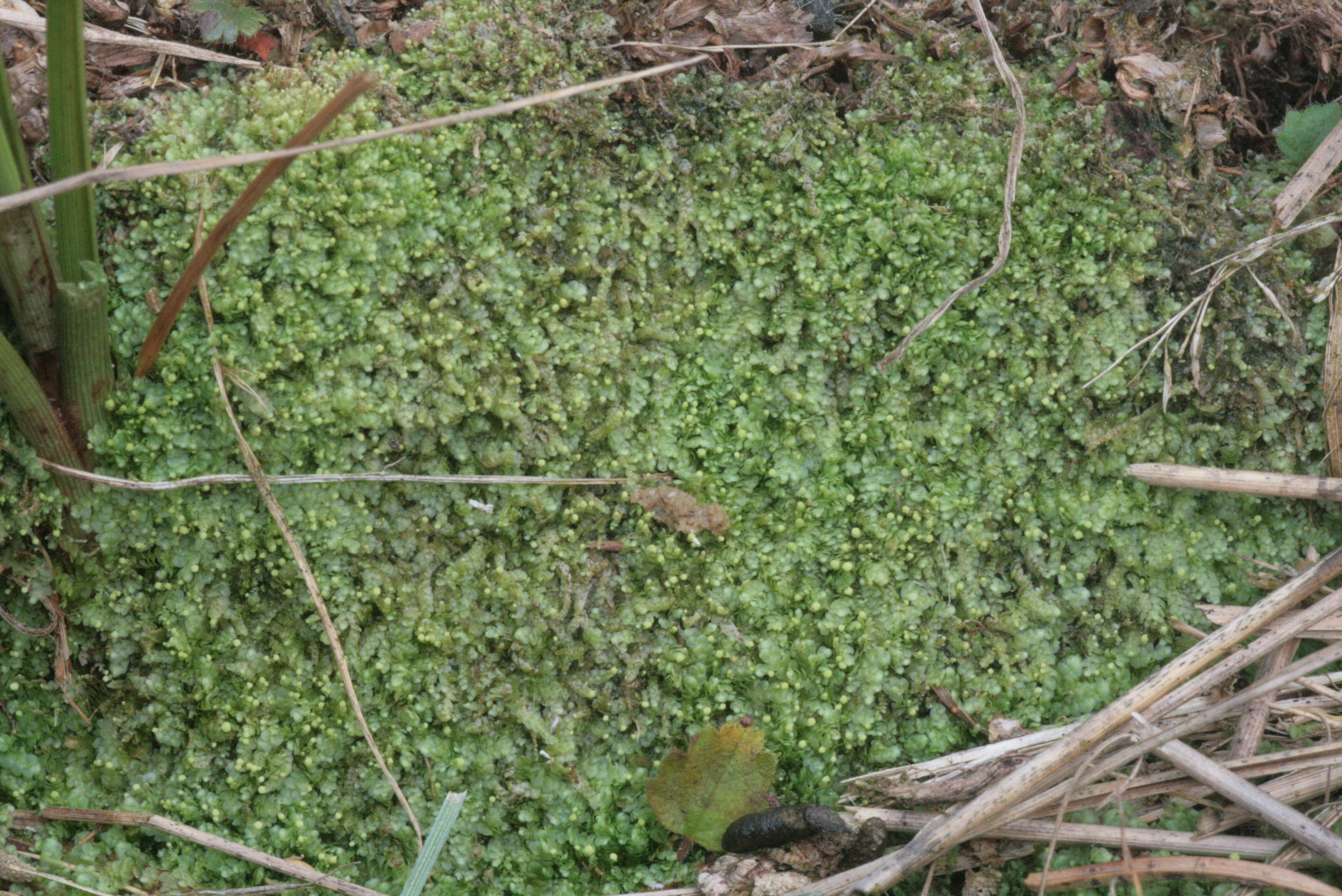
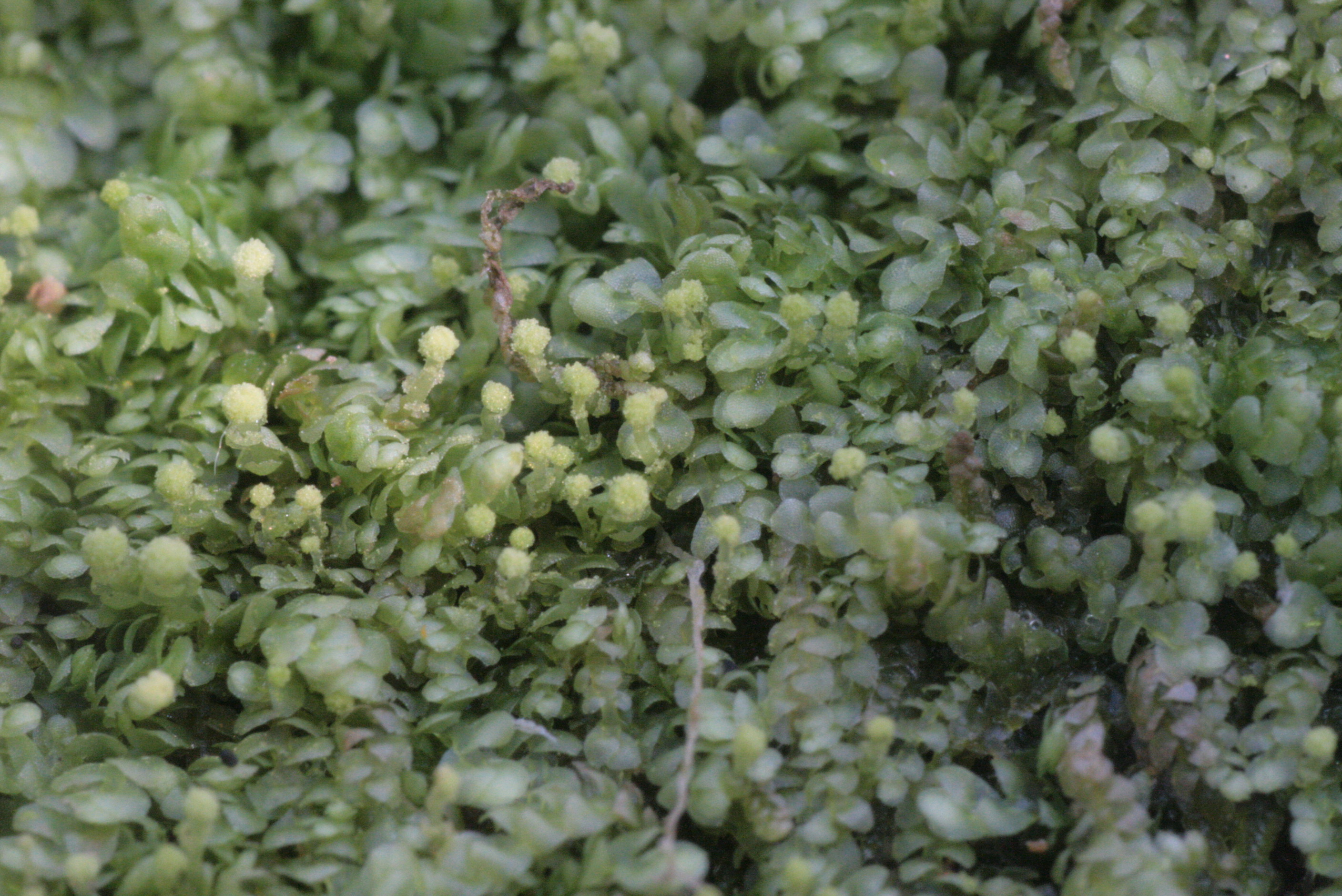
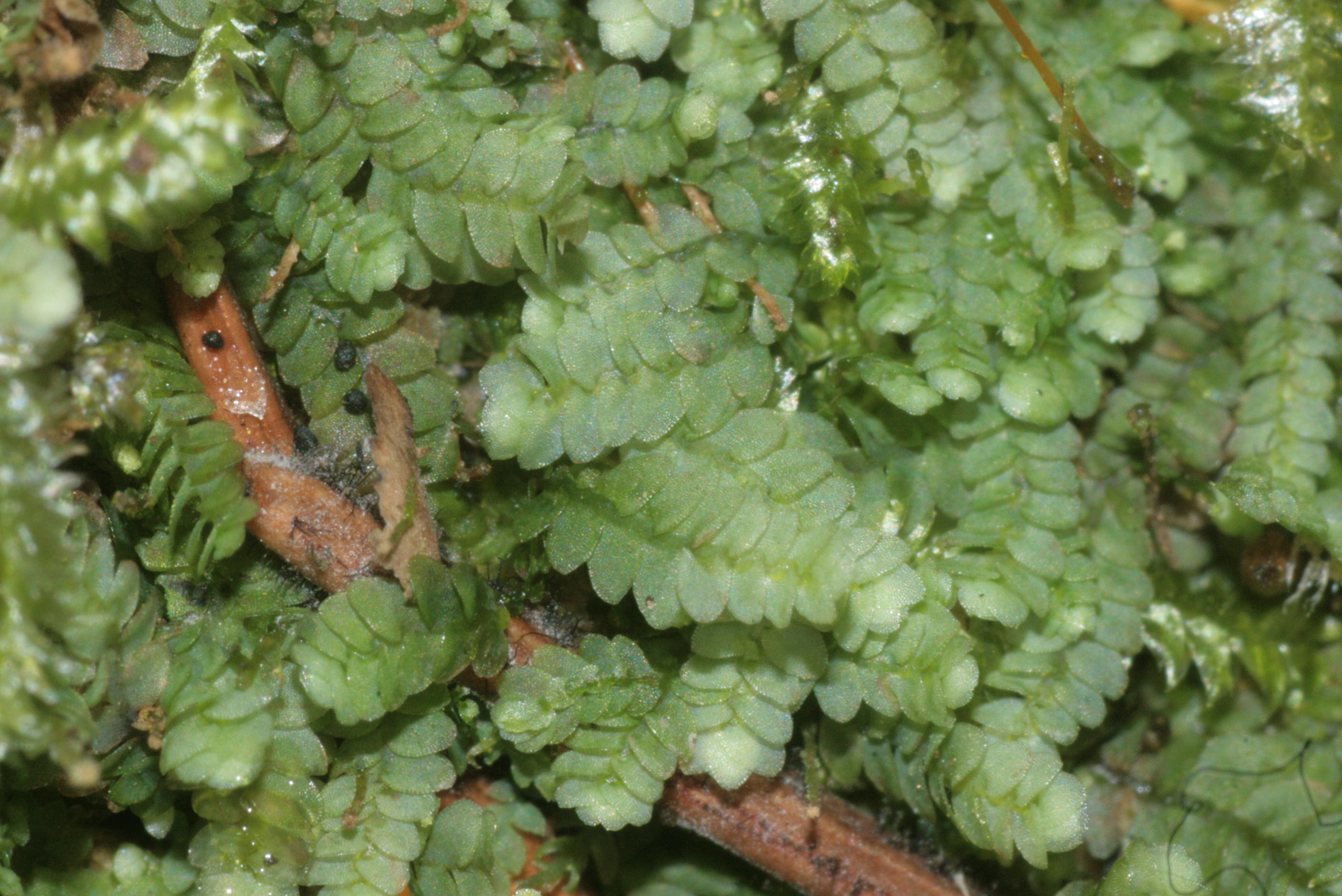
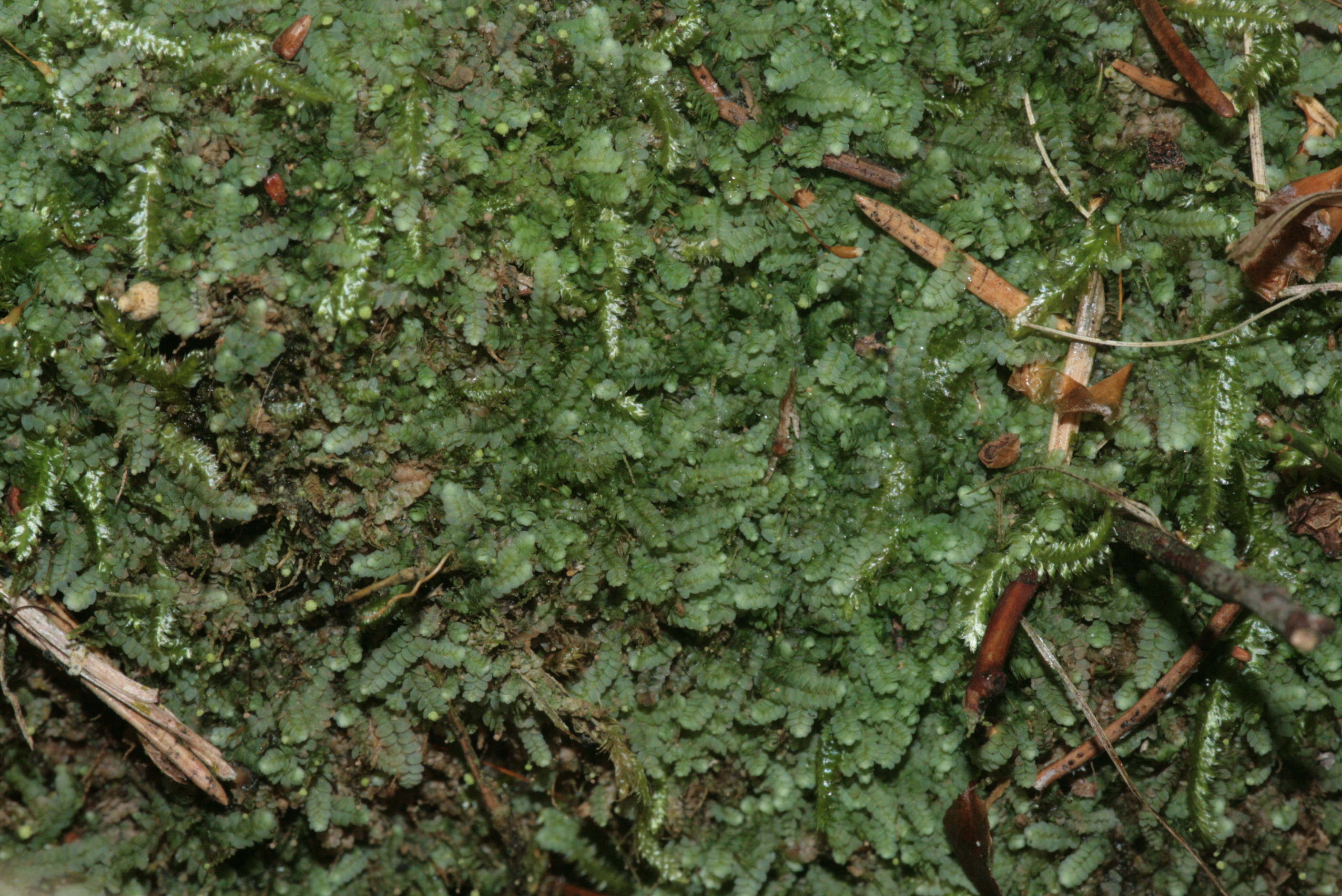